# Пензенская энциклопедия
Пе́нзенская энциклопе́дия — универсальное справочно-энциклопедическое однотомное издание 2001 года, в котором в алфавитном порядке опубликованы сведения об административном устройстве, истории и культуре Пензенской области, а также общественно-политической жизни, экономическом развитии и природно-климатических условиях. В энциклопедии содержатся краткие биографии людей, оставивших значительный след в истории развития Пензенской земли.

## История создания
Данная энциклопедия — первый систематизированный свод информации о природе, населении, истории, экономике, культуре Пензенского края, его выдающихся людях в различных сферах жизни и деятельности. Универсальное издание рассчитано на самый широкий круг читателей. В книге есть аннотации на английском, немецком и французском языках. Выпуск энциклопедии был осуществлён в рамках издательской программы министерства культуры Пензенской области «От культуры края — к культуре мира».
Свидетельствуя о растущем интересе общественности российской провинции к глубокому и разностороннему познанию своей Родины, этот коллективный труд энтузиастов-исследователей стал не только стать источником краеведения, но и помог увидеть многообразие связей Пензенской области с отечественной и мировой историей и культурой.
Внимание к пензенским реалиям, специфике регионального воплощения тех или иных природных и социальных явлений, к пензенским страницам биографии персонажей — всё это стало главной концепцией энциклопедии.
Значительно количество статей, посвящённых людям, причём не только удостоенных высоких наград, званий, широкой известности, но и тем, кто играл важную созидательную, творческую роль в масштабах города, уезда, села или предприятия.
При этом во всех случаях авторы стремились отойти от старых и новых идеологических, политических и иных пристрастий. В результате в информационный оборот был введён существенный объем сведений как долгое время закрытых, малоизвестных и малоизученных, так и новых, отражающих многообразные реалии современности.
Работа над «Пензенской энциклопедией» в конечном результате привела к оживлению общественного внимания к родному краю, проявившееся во время подготовки универсального справочника в многочисленных дискуссионных публикациях, в других общественно значимых акциях. Большой авторский коллектив «Пензенской энциклопедии», объединивший специалистов самого широкого спектра, явил собой пример бескорыстной созидательной деятельности.
В подготовке энциклопедии приняли участие учреждения науки, образования и культуры, учёные и специалисты Москвы, Казани, Самары, Саранска, Саратова, Тамбова, которые значительно помогли материалами, советами, рецензиями, морально поддержали работу пензенских краеведов.
Большая роль в подготовке книги была отведена Государственному архиву Пензенской области, Пензенскому областному комитету государственной статистики, Пензенскому государственному объединённому краеведческому музею, Объединению государственных литературно-мемориальных музеев Пензенской области, областной универсальной научной библиотеке имени М. Ю. Лермонтова, министерству образования Пензенской области, главам администраций городов и районов Пензенской области, руководителям промышленных и сельскохозяйственных предприятий, отдельным лицам, оказавшим помощь в подготовке тома.
Энциклопедия содержит более 2000 статей, 1500 фотографий, включая портреты персоналий, карты, схемы. Работа над энциклопедией велась более 5 лет.
Сложность и специфика подготовки первого в Пензенской области энциклопедического издания не могли не сказаться на качестве отдельных статей, полноте, содержании и характере информации.
В энциклопедии использованы фотоматериалы из архивов: Государственного архива Пензенской области, редакций газет «Пензенская правда», «Молодой ленинец», Государственного архива РФ и других источников.

## Редакционная коллегия
Главный редактор — К. Д. Вишневский. В редакционную коллегию входили: Г. Ф. Винокуров, В. А. Власов, В. С. Годин, Н. И. Забродина, Н. М. Инюшкин (заместитель главного редактора), Л. И. Крутова, М. И. Кутанина (учёный секретарь), О. М. Савин, А. В. Тюстин, В. Н. Хрянин, А. И. Чирков.
На 754—756-й страницах также приведён список более 500 фамилий авторов энциклопедии.

## Современность
В 2012 году при поддержке Губернатора Пензенской области начата подготовка к переизданию в двух томах более полного свода знаний под названием «Пензенская энциклопедия». Главный редактор — Вячеслав Алексеевич Власов.

## Издания
- Пензенская энциклопедия / Гл. ред. К. Д. Вишневский. — М.: Большая Российская энциклопедия, 2001. — 759 с. — ISBN 5-85270-234-X.